# XML-Editor
Ein XML-Editor ist ein Computerprogramm zum Editieren von XML-Dokumenten. Neben der bei normalen Texteditoren möglichen Eingabe von Klartext haben XML-Editoren besondere Fähigkeiten, die den Benutzer bei der Eingabe von Daten unterstützen, deren korrekter Aufbau durch eine zum Dokument zugehörige Dokumenttypdefinition (DTD) oder ein XML-Schema festgelegt wird. Der Editor ist dadurch in der Lage, nur gültige Dateneingaben zuzulassen und andere zurückzuweisen, was Fehleingaben verhindert.
XML-Editoren bieten häufig auch verschiedene Sichtweisen auf die XML-Dateien. Die Textansicht zeigt den Inhalt der XML-Daten direkt an und wird in aller Regel durch Syntax-Highlighting und automatische Vervollständigung unterstützt. In der Gridansicht werden die Elemente als hierarchische Gitter bzw. Tabelle dargestellt. Die Browseransicht zeigt, wie die Daten in einem Browser angezeigt würden.
XML-Editoren gibt es als Standalone-Programm, als Plugin in einen anderen Editor/Anzeigeprogramm oder auch webbasiert.